# Karl Lotz (Politiker, 1891)
Karl Lotz (* 26. April 1891 in Hordel; † 14. März 1973 in Dortmund-Hombruch) war ein deutscher Politiker (KPD).
Lotz machte eine Lehre im Bauhandwerk und war bis 1911 im Baugewerbe beschäftigt. Danach war er bis 1918 Soldat. Ab 1919 arbeitete er in der Maschinenbauabteilung der Dortmunder Union-Hütte. 1920 bis 1923 war er Betriebsratsvorsitzender des Dortmund-Hörder-Hüttenvereins. 1924 bis 1930 war er Geschäftsführer des Rheinisch-Westfälischen Zeitungsverlages in Essen, bevor er ab 1930 Geschäftsleiter eines Hotel-Restaurants im Rheinland wurde. Nach der Machtergreifung der Nationalsozialisten wurde er kurzzeitig verhaftet und war dann Reisender und Betriebsleiter in verschiedenen Branchen. 1938 war er Gründer eines Autotransportunternehmens und blieb dort bis 1939 Leiter. Nach dem Zweiten Weltkrieg war er ab dem 13. Juli 1945 Leiter des Fuhrparks und des Stadtreinigungsamtes in Dortmund.
Er war Mitglied der KPD. 1924 bis 1929 war er Stadtverordneter, Fraktionsvorsitzender und zeitweise stellvertretender Stadtverordnetenvorsteher in Dortmund. Von 1926 bis 1929 gehörte er dem Provinziallandtag der Provinz Westfalen an. Dieser wählte ihn im Februar 1926 als stellvertretendes Mitglied des Preußischen Staatsrates. Er blieb bis 1930 in dieser Funktion. Am 15. Januar 1946 wurde er hauptamtlicher Beigeordneter (Stadtrat) in Dortmund. Am 30. April 1956 ging er in den Ruhestand.